# 国务院全体会议 (第十四届)
中华人民共和国第十四届国务院的全体会议。

## 国务院组成人员

### 常务会议组成人员
- 总理：李强
  - 副总理：丁薛祥、何立峰、张国清、刘国中
  - 国务委员：李尚福、王小洪、吴政隆、谌贻琴（女）、秦刚
  - 秘书长：吴政隆（兼）

### 组成部门负责人
1. 外交部部长：秦刚（国务委员兼） → 王毅
2. 国防部部长：李尚福（国务委员兼） → 董军
3. 国家发展和改革委员会主任：郑栅洁
4. 教育部部长：怀进鹏
5. 科学技术部部长：王志刚 → 阴和俊
6. 工业和信息化部部长：金壮龙 → 李乐成
7. 国家民族事务委员会主任：潘岳
8. 公安部部长：王小洪（国务委员兼）
9. 国家安全部部长：陈一新
10. 民政部部长：唐登杰 → 陆治原
11. 司法部部长：贺荣
12. 财政部部长：刘昆 → 蓝佛安
13. 人力资源和社会保障部部长：王晓萍
14. 自然资源部部长：王广华 → 关志鸥
15. 生态环境部部长：黄润秋（九三学社）
16. 住房和城乡建设部部长：倪虹
17. 交通运输部部长：李小鹏 → 刘伟
18. 水利部部长：李国英
19. 农业农村部部长：唐仁健 → 韩俊
20. 商务部部长：王文涛
21. 文化和旅游部部长：胡和平 → 孙业礼
22. 国家卫生健康委员会主任：马晓伟 → 雷海潮
23. 退役军人事务部部长：裴金佳
24. 应急管理部部长：王祥喜
25. 中国人民银行行长：易纲 → 潘功胜
26. 审计署审计长：侯凯

## 历次全体会议及主题

### 第一次全体会议
（2023年3月17日）
- 宣布国务院领导分工和国务院机构设置
- 审议通过新修订的《国务院工作规则》，对政府工作作出部署

### 第二次全体会议
（2023年8月16日）
- 深入贯彻习近平总书记关于当前经济形势和经济工作的重要讲话精神
- 全面落实党中央决策部署，对做好下一步工作进行再部署、再推进
- 确保完成全年目标任务，扎实推动高质量发展

### 第三次全体会议
（2024年2月18日）
- 討論擬提請十四屆全國人大二次會議審議的政府工作報告
- 对开年工作做好动员

### 第四次全体会议
（2024年3月15日）
- 深入學習貫徹習近平總書記在全國“兩會”期間的重要講話精神
- 對落實國務院2024年重點工作進行部署

### 第五次全体会议
（2024年8月16日）
- 深入学习贯彻党的二十届三中全会和中央政治局会议、中央政治局常委会会议精神
- 以进一步全面深化改革为强大动力扎实做好各项工作
- 坚定不移完成全年经济社会发展目标任务

### 第六次全体会议
（2024年10月25日）
- 决定任命岑浩辉为澳门特别行政区第六任行政长官

### 第七次全体会议
（2025年2月5日）
- 讨论拟提请十四届全国人大三次会议审议的政府工作报告
- 对做好开年工作进行动员

### 第八次全体会议
（2025年3月14日）
- 深入学习贯彻习近平总书记在全国两会期间的重要讲话和全国两会精神
- 对落实国务院2025年重点工作进行部署

### 第九次全体会议
（2025年8月18日）
- 巩固拓展经济回升向好势头
- 努力完成全年经济社会发展目标任务